# 1970年3月中共中央工作会议
1970年3月中共中央工作会议，是指中国共产党在1970年3月17日至20日召开的一次工作会议，讨论第四届全国人民代表大会和修改《中华人民共和国宪法》等议题。
会议中，中国共产党中央委员会主席毛泽东提出不设中华人民共和国主席（国家主席）的建议，并获得大多数出席者同意。此次会议前后也反映出毛泽东和其接班人林彪之间的矛盾，后者主张提出设国家主席的意见，两人意见分歧引发“中国国家主席存废之争”。